# Aloe soutpansbergensis
Aloe soutpansbergensis är en grästrädsväxtart som beskrevs av Frans Verdoorn. Aloe soutpansbergensis ingår i släktet Aloe och familjen grästrädsväxter. Inga underarter finns listade i Catalogue of Life.